# Barrymore (quadrangle)

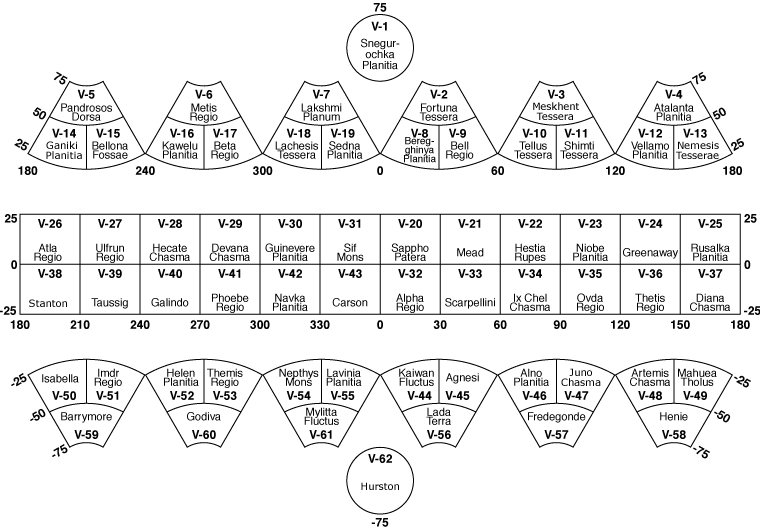
Quadrangles op Venus op schaal 1 : 5.000.000

Barrymore (V–59; breedtegraad 50°–75° S, lengtegraad 180°–240° E) is een quadrangle op de planeet Venus. Het is een van de 62 quadrangles op schaal 1 : 5.000.000. Het quadrangle werd genoemd naar de gelijknamige inslagkrater die op zijn beurt is genoemd naar de Amerikaanse actrice Ethel Barrymore (1879-1959).

## Geologische structuren in Barrymore
Coronae
- Ament Corona
- Mirizir Corona
- Moombi Corona
- Phra Naret Corona

Dorsa
- Arev Dorsa
- Chih Nu Dorsum
- Kadlu Dorsa
- Kotsmanyako Dorsa
- Nambi Dorsum
- Naran Dorsa
- Nuvakchin Dorsa
- Pulugu Dorsa
- Rokapi Dorsa
- Saule Dorsa
- Siksaup Dorsa
- Vaiva Dorsum
- Vejas-mate Dorsa

Fossae
- Zheztyrnak Fossae

Fluctus
- Kaapaau Fluctus
- Kunkubey Fluctus
- Sicasica Fluctus

Inslagkraters
- Barrymore
- Bryce
- Durant
- Edinger
- Eudocia
- Evelyn
- Gretchen
- Guan Daosheng
- Isolde
- Leonard
- Morisot
- Nina
- Oivit
- Oku
- Orlette
- Retno
- Rufina
- Runak
- Sayers
- Ulla
- Umkana
- Vacarescu
- Vesna
- Virginia
- Wiwi-yokpa
- Yonok
- Zakiya

Paterae
- Bers Patera
- Raskova Paterae
- Teasdale Patera

Planitiae
- Helen Planitia
- Nsomeka Planitia
- Nuptadi Planitia

Regiones
- Ishkus Regio

Tholi
- Neegyauks Tholus
- Turi Tholus

Valles
- Citlalpul Vallis
- Dilbat Vallis
- Nantosuelta Vallis
- Vesper Vallis
- Xulab Vallis
- Ymoja Vallis